# 马克斯·欧文
马克斯·欧文（英語：Max Irving，1995年5月21日—），美国男子水球运动员。他曾代表美国国家队参加2020年和2024年夏季奥林匹克运动会水球比赛，其中2024年奥运会获得一枚铜牌。